# Sicurezza del cloud computing
La sicurezza del cloud computing o, più semplicemente, la sicurezza del cloud, si riferisce ad un'ampia gamma di politiche, tecnologie e controlli atti alla protezione di dati, applicazioni e infrastrutture associate di cloud computing. La sicurezza di questo ambito è un sotto-dominio della sicurezza informatica nel suo complesso.

## Descrizione

### Problemi di sicurezza associati al cloud
Il cloud offre agli utenti di archiviare ed elaborare i loro dati e processi in data center di terze parti. Le aziende utilizzando il cloud tramite differenti modelli di servizio (SaaS, PaaS, and IaaS) e modelli di distribuzione (privati, pubblici, ibridi o di community). I problemi di sicurezza associati al cloud computing si dividono in due ampie categorie: problemi di sicurezza affrontati dai cloud provider (organizzazioni che forniscono servizi cloud) e problemi di sicurezza affrontati dai loro clienti (aziende, organizzazioni o privati che utilizzano i servizi offerti dal cloud stesso). La responsabilità è condivisa: il provider deve assicurare che la loro infrastruttura è sicura e che i dati e le applicazioni dei clienti sono protette, mentre gli utenti devono adottare misure per rendere le loro applicazioni difficilmente violabili.
Quando un'organizzazione decide di effettuare lo storage dei propri dati o di ospitare un'applicazione sul cloud, perde la possibilità di avere l'accesso fisico ai server che contengono queste informazioni. Di conseguenza, i potenziali dati sensibili sono esposti al rischio di attacchi interni.
Secondo un recente report della Cloud Security Alliance, gli attacchi che partono dall'interno del cloud provider sono la sesta più grande minaccia nel cloud computing. Pertanto, i cloud providers devono garantire che vengano eseguiti controlli approfonditi sui dipendenti che hanno accesso ai server nei loro data center.
Al fine di risparmiare risorse, ridurre i costi e mantenere alta l'efficienza, i cloud provider spesso memorizzano i dati di più clienti sulla stessa macchina. Di conseguenza, esiste la possibilità che i dati privati di un utente possano essere visualizzati da altri utenti (eventualmente anche loro concorrenti). Per gestire tali situazioni sensibili, i fornitori di servizi cloud dovrebbero garantire il corretto isolamento dei dati e la separazione logica dell'archiviazione.
L'ampio uso della virtualizzazione nell'implementazione dell'infrastruttura cloud crea problemi di sicurezza per i clienti di un servizio di cloud pubblico. La virtualizzazione altera il rapporto tra il sistema operativo e l'hardware sottostante: sia esso relativo al computing, all'archiviazione o persino al networking. Ciò introduce un ulteriore livello che deve essere configurato, gestito e protetto correttamente. Una delle preoccupazioni include la potenziale compromissione del software di virtualizzazione, o "hypervisor". Ad esempio, una violazione della workstation dell'amministratore con il software di gestione della virtualizzazione può causare l'interruzione dei servizi erogati dall'intero data center o la riconfigurazione a piacere di un utente malintenzionato.

### Le dimensioni della sicurezza nel cloud
In genere si raccomanda di selezionare e implementare i controlli di sicurezza dell'informazione in base e in proporzione ai rischi: valutando le minacce, le vulnerabilità e gli impatti. I problemi di sicurezza del cloud possono essere raggruppati in vari modi; Gartner ne ha identificati sette mentre la Cloud Security Alliance ha preso in considerazione quattordici aree di interesse. I Cloud Access Security Brokers (CASB) sono un tipo di software che si trova a metà tra gli utenti del servizio cloud e le applicazioni cloud per monitorare tutte le attività e applicare correttamente le politiche di sicurezza. Siccome creare un'infrastruttura sicura al 100% non è mai possibile, spesso ci si affida a servizi di tipo assicurativo che coprono il rischio residuo.

### Controlli di sicurezza nel cloud
L'architettura di sicurezza del cloud è efficace solo se sono state implementate le corrette difese. Un'efficiente architettura di sicurezza cloud dovrebbe tenere conto dei problemi che si presentano relativi alla gestione della sicurezza. Quest'ultima risolve questi problemi effettuando controlli che sono messi in atto per salvaguardare eventuali punti deboli del sistema e ridurre l'effetto di un attacco. Un'architettura di sicurezza per un cloud ha molti tipi di controlli, ma di solito si trovano in una delle seguenti categorie:
Controlli deterrenti
Questi controlli hanno lo scopo di ridurre gli attacchi a un sistema cloud. Molto simile a un segnale di avvertenza su una recinzione di una proprietà, i controlli deterrenti in genere riducono il livello di minaccia informando i potenziali attaccanti che ci saranno conseguenze negative per loro se procedono. (Alcuni li considerano un sottoinsieme dei controlli preventivi).
Controlli preventivi
I controlli preventivi rafforzano il sistema contro gli incidenti, in genere riducendo se non eliminando effettivamente le vulnerabilità note. Una corretta ed efficace autenticazione degli utenti rende meno probabile che utenti non autorizzati possano accedere ai sistemi cloud. L'utilizzo di chiavi RSA molto lunghe ne è un esempio.
Controlli investigativi
I controlli investigativi hanno lo scopo di rilevare e reagire in modo appropriato a qualsiasi incidente che si verifichi. In caso di un attacco, un controllo investigativo segnalerà i controlli preventivi o correttivi da adottare per risolvere il problema. Il monitoraggio della sicurezza del sistema e della rete, compresi gli intrusion detection, è tipicamente impiegato per rilevare attacchi ai sistemi e all'infrastruttura di comunicazione.
Controlli correttivi
I controlli correttivi riducono le conseguenze di un incidente, di solito limitando il danno. Essi entrano in azione durante o dopo un incidente. Il ripristino dei backup del sistema per ricostruire un sistema compromesso è un esempio di controllo correttivo.

### Sicurezza e Privacy
Gestione dell'identità
Ogni azienda ha il proprio sistema di gestione dell'identità per controllare l'accesso alle informazioni e alle risorse informatiche. I fornitori di servizi cloud integrano il sistema di gestione delle identità del cliente nella propria infrastruttura, utilizzando la tecnica del SSO o sfruttando un sistema di identificazione basato su dati biometrici oppure ancora fornendo un proprio sistema di gestione delle identità. CloudID, ad esempio, fornisce un sistema di identificazione biometrica cross-enterprise basata sul cloud che preserva la privacy. Esso collega le informazioni riservate degli utenti ai loro dati biometrici e li memorizza in modo crittografato. Facendo uso di una tecnica di crittografia, l'identificazione biometrica viene eseguita in un dominio crittografato per assicurarsi che il fornitore di servizi cloud o potenziali aggressori non ottengano l'accesso a dati sensibili.
Sicurezza fisica
I fornitori di servizi cloud proteggono fisicamente l'hardware IT (server, router, cavi ecc.) da accessi non autorizzati, interferenze, sbalzi di corrente, furti, incendi e disastri naturali inoltre assicurano la continuità operativa. Normalmente questi servizi si possono avere usufruendo di data center di livello mondiale (ovvero, professionalmente specificati, progettati, costruiti, monitorati e gestiti). Bisogna sottolineare che la sicurezza informatica senza la sicurezza fisica dei server non vale nulla; poiché il malintenzionato che riesce a mettere mano fisicamente sulle macchine può violarle scavalcando tutta l'infrastruttura virtuale creata per proteggerle.
Sicurezza del personale
Varie preoccupazioni in materia di sicurezza delle informazioni relative all'IT e ad altri professionisti associati ai servizi cloud sono generalmente gestite attraverso attività pre- e post-impiego come programmi di sensibilizzazione e formazioni sulla sicurezza. Essi sono molto importanti per creare una conoscenza collettiva riguardante i rischi derivanti da azioni apparentemente innocue, come per esempio controllare che informazioni sono presenti su una chiavetta USB trovata per terra davanti all'azienda.
Privacy
I cloud providers garantiscono che tutti i dati critici (ad esempio i numeri delle carte di credito o le password) siano mascherati o crittografati e che solo gli utenti autorizzati abbiano accesso ai dati nella loro interezza. Inoltre, le identità e le credenziali digitali devono essere protette come dovrebbero esserlo tutti i dati che il provider raccoglie o produce sull'attività dei clienti nel cloud.

### La sicurezza del dato
Una serie di minacce alla sicurezza sono associate ai servizi in cloud: non solo le tradizionali minacce alla sicurezza, come intercettazioni di rete, esfiltrazioni e attacchi denial of service, ma anche minacce specifiche al cloud computing, come attacchi ai side channel, vulnerabilità della virtualizzazione e abuso di servizi cloud. I seguenti requisiti di sicurezza limitano le minacce.
Confidenzialità
La riservatezza del dato è la proprietà che il contenuto di esso non sia reso disponibile o divulgato a utenti non autorizzati a visionarlo. I dati in outsourcing vengono archiviati in un cloud fuori dal controllo diretto dei proprietari. Solo gli utenti autorizzati possono accedere ai dati mentre tutti gli altri, inclusi i cloud provider, non devono acquisire alcuna informazione su di essi. Al contempo, i proprietari dei dati si aspettano di utilizzare appieno i servizi cloud relativi ai dati per esempio la ricerca, l'elaborazione e la condivisione di questi, senza causare la dispersione dei contenuti.
Controllo degli accessi
Il controllo degli accessi è una pratica che permette al proprietario del dato di eseguire una restrizione selettiva dell'accesso ai suoi dati salvati nel cloud. Alcuni utenti possono essere autorizzati dal proprietario ad accedere ai dati, mentre altri non possono accedervi senza autorizzazione. Inoltre, è auspicabile applicare un controllo di accesso molto fine ai dati esternalizzati, cioè, creazione di utenti diversi con categorie di privilegi diversi per quanto riguarda l'accesso stesso. In ambienti cloud non affidabili l'autorizzazione di accesso deve essere esclusivamente del proprietario.
Integrità
L'integrità dei dati richiede di mantenere e assicurare l'accuratezza e la completezza del dato. Un utente si aspetta sempre che i suoi dati presenti nel cloud possano essere archiviati correttamente e in maniera affidabile. Ciò significa che i dati non devono poter essere illegalmente manomessi, modificati in modo inappropriato, eliminati involontariamente o creati in modo malevolo. Se eventuali operazioni indesiderate corrompono o cancellano i dati, il proprietario dovrebbe essere in grado di rilevare la corruzione o la perdita. Inoltre, quando una porzione dei dati in outsourcing è danneggiata o persa, deve poter essere recuperata.

## Crittografia
Alcuni algoritmi di crittografia avanzati applicati al campo del cloud computing aumentano la protezione del dato e quindi la privacy. Vediamo ora alcuni esempi di algoritmi effettivamente utilizzati in servizi cloud.

### Algoritmi di crittografia basati sugli attributi (ABE)

#### Ciphertext-policy ABE (CP-ABE)
Nel CP-ABE, l'encryptor ha il controllo degli accessi, all'aumentare della complessità della strategia di accesso, diventa più difficile la creazione della chiave pubblica del sistema. Il principale lavoro di ricerca di CP-ABE è focalizzato sulla progettazione della struttura di accesso.

#### Key-policy ABE (KP-ABE)
Nel KP-ABE, gli insiemi di attributi vengono utilizzati insieme alla chiave privata per visualizzare correttamente i testi crittografati.

### Crittografia omomorfica (FHE)
La crittografia completamente omomorfa consente calcoli semplici sulle informazioni crittografate e consente inoltre di calcolare la somma e il prodotto per i dati crittografati senza decrittografia.

### Searchable Encryption (SE)
La Searchable Encryption è una primitiva crittografica che offre funzioni di ricerca sicure su dati crittografati. Al fine di migliorare l'efficienza della ricerca, la SE generalmente crea indici di parole chiave per eseguire in modo sicuro query utente. Gli schemi SE possono essere classificati in due categorie: SE basata su crittografia a chiave segreta e SE basata su crittografia a chiave pubblica.

## Conformità
Numerose leggi e regolamenti riguardano la conservazione e l'uso dei dati. Negli Stati Uniti queste includono le leggi sulla privacy o sulla protezione dei dati, lo standard PCI DSS (Payment Insurance Industry Data Security), l'HIPAA (Health Insurance Portability and Accountability Act), il Sarbanes-Oxley Act, la legge federale sulla sicurezza delle informazioni (FISMA) e la legge sulla protezione della privacy online dei bambini del 1998.
Leggi simili possono essere applicate in diverse giurisdizioni e possono differire in modo abbastanza marcato da quelle applicate negli Stati Uniti. Spesso gli utenti del servizio cloud devono essere consapevoli delle differenze legali e normative tra le giurisdizioni. Ad esempio, i dati archiviati da un provider di servizi cloud possono trovarsi a Singapore e il server avere un mirror negli Stati Uniti d'America.
Molti di questi regolamenti impongono particolari controlli (come controlli di accesso e audit) e richiedono report regolari. I clienti di servizi cloud devono assicurarsi che i loro fornitori soddisfino adeguatamente tali requisiti, consentendo loro di adempiere ai loro obblighi poiché sono i principali responsabili.
Continuità operativa e recupero dati
I fornitori di servizi cloud dispongono di piani di continuità operativa e di recupero dati per garantire che il servizio possa essere mantenuto in caso di disastro o in caso di emergenza e che qualsiasi perdita di dati venga ripristinata. Questi piani possono essere condivisi e rivisti dai loro clienti, idealmente in linea con le disposizioni di continuità richieste da questi ultimi. Fare esercitazioni di continuità congiunta possono essere appropriati, simulando, ad esempio, una grave interruzione della fornitura di energia elettrica o di Internet.
Log and Audit trail
Oltre a produrre log e audit trail, i fornitori di servizi cloud collaborano con i loro clienti per garantire che questi siano adeguatamente protetti, mantenuti per il tempo necessario dal cliente e accessibili ai fini dell'indagine forense (ad esempio, eDiscovery).
Requisiti di conformità
Oltre ai requisiti a cui i clienti sono soggetti, anche i data center utilizzati dai fornitori di servizi cloud potrebbero essere soggetti a requisiti di conformità. L'utilizzo di un provider può comportare ulteriori problemi di sicurezza in relazione alla giurisdizione dei dati, poiché i dati dei clienti o dei locatari potrebbero non rimanere sullo stesso sistema, o nello stesso centro dati o persino all'interno dello stesso cloud del provider. Per quanto riguarda l'Unione Europea, da maggio 2018 entrerà in vigore il GDPR che comporterà il fatto che i dati sensibili dei cittadini dell'Unione Europea dovranno risiedere fisicamente all'interno di un paese membro.

## Problemi legali e contrattuali
Oltre ai problemi di sicurezza e conformità sopra elencati, i fornitori di servizi cloud e i loro clienti negoziano i termini di responsabilità (stipulando come verranno risolti gli incidenti che implicano perdita o compromissione dei dati), la proprietà intellettuale e la fine del servizio (quando i dati e le applicazioni vengono restituite definitivamente al cliente). Inoltre, ci sono considerazioni per l'acquisizione di dati dal cloud che potrebbero essere coinvolti in contenziosi. Questi problemi sono discussi tramite SLA.
Pubblici registri
Le questioni legali possono anche includere requisiti di mantenimento di registri nel settore pubblico, in cui molte agenzie sono obbligate per legge a conservare e rendere disponibili i record elettronici in modo specifico. Questo può essere determinato dalla legislazione, o la legge può richiedere alle agenzie di conformarsi alle regole e alle pratiche stabilite da un'agenzia di tenuta dei registri. Le agenzie pubbliche che utilizzano il cloud computing e lo storage devono tenere conto di queste preoccupazioni.